# Discorsi di Posen
I due discorsi di Posen furono pronunciati, per un pubblico selezionato, il 4 e il 6 ottobre 1943, dall'SS-Reichsführer Heinrich Himmler, presso il municipio di Posen (l'attuale Poznań, in Polonia).
Ci sono giunte le registrazioni audio e le trascrizioni originali dei due discorsi, rappresentano i primi documenti nei quali degli importanti funzionari del governo nazionalsocialista parlano apertamente della cosiddetta «soluzione finale della questione ebraica», esplicitando il reale significato del termine: lo sterminio fisico del popolo ebraico.

## Informazioni generali
I discorsi tenuti a Posen nell'ottobre 1943 sono due dei 132 discorsi di Himmler dei quali ci è giunta, in diverse forme, una trascrizione. Il 4 ottobre Himmler si rivolse a una platea selezionata di 92 generali appartenenti alle SS, mentre il 6 ottobre indirizzò il discorso a un pubblico di Reichsleiter, Gauleiter e altri importanti autorità politiche del partito nazionalsocialista. Dalle due testimonianze emerge chiaramente il ruolo centrale ricoperto da Himmler e dalle SS nel pianificare e realizzare lo sterminio sistematico della popolazione ebraica così come il visionario progetto di creare un «nuovo ordine» basato sull'appartenenza a un'élite razziale.
Nonostante il genocidio non sia stato l'argomento centrale dei due discorsi, entrambi ricoprono un ruolo fondamentale, perché Himmler, diversamente dal solito, parlò in maniera diretta ed esplicita di «uccisione» e «annientamento» del popolo ebraico - dipingendo questo crimine come la missione «storica» del nazionalsocialismo - senza dissimulare il senso reale dietro gli ambigui eufemismi normalmente adottati. Il tema dello sterminio fu affrontato con lo stesso tono da Himmler in ulteriori cinque discorsi tenuti tra il dicembre 1943 e il giugno 1944 ai vertici militari della Wehrmacht.
Fino al 1970 si era a conoscenza solo del primo discorso, quello del 4 ottobre, e la letteratura storica si riferiva a esso come «il» discorso di Posen. Successivamente, dopo la scoperta del secondo, i due discorsi sono stati spesso impropriamente confusi o equiparati. Anche se i contenuti, almeno per quello che riguarda la Shoah, sono molto simili, è invece diverso il tono utilizzato visto che diversi erano i destinatari del messaggio.

## Contesto storico
Himmler tenne le due conferenze in un periodo in cui lo sforzo bellico tedesco, esaurita la spinta dei primi anni, iniziava a subire una serie di sconfitte che sconcertavano i leader nazionalsocialisti. Nel corso della conferenza di Casablanca, nel gennaio 1943, gli Alleati avevano deciso che l'unica formula per l'uscita dal conflitto da parte della Germania fosse l'accettazione di una resa incondizionata. La vittoria ottenuta a Stalingrado (2 febbraio 1943) ad opera dell'esercito sovietico segnò un punto di svolta nel conflitto e creò grande preoccupazione in Germania. Il presidente Franklin Delano Roosevelt annunciò pubblicamente il 12 febbraio 1943 l'intenzione di perseguire e processare tutti i criminali di guerra nazisti; le sue parole furono puntualmente confermate da una risoluzione del Congresso statunitense del 18 marzo.Le truppe alleate sbarcano in Sicilia il 7 luglio e avanzarono gradualmente verso nord dopo la resa italiana dell'8 settembre. Il 1º ottobre Napoli si liberò dall'occupazione tedesca con un'insurrezione popolare.
Il Gruppo d'armate Sud subì il 16 luglio nell'operazione Cittadella una sconfitta decisiva contro l'Armata Rossa, che non poteva essere compensata dai parziali successi nell'offensiva dell'estate successiva a partire dal 17 luglio. Nella settimana dal 27 luglio al 3 agosto, gli attacchi aerei alleati distrussero Amburgo con l'operazione Gomorrah, e il 18 agosto con l'operazione Hydra, fu distrutto anche il centro di ricerca militare di Peenemünde.
Contemporaneamente crebbe la resistenza contro gli occupanti tedeschi, costretti a dichiarare lo stato di emergenza in Norvegia (17 agosto) e in Danimarca (29 agosto). I tedeschi anti-nazisti pianificarono una riorganizzazione della Germania (Circolo di Kreisau) e un tentativo di assassinio di Adolf Hitler (Operazione Valchiria). Il 4 settembre venne messa in atto "la strategia della terra bruciata", per il prevedibile ritiro del fronte orientale e il diritto di difesa degli obiettori di coscienza nella Wehrmacht, inizialmente introdotto nel governo generale il 2 ottobre.
Nello stesso periodo, lo sterminio degli ebrei divenne il più importante obiettivo di guerra per il regime nazista. Nella primavera del 1943, i corpi dei massacri degli Einsatzgruppen sull'intero fronte orientale furono riesumati e bruciati nella Sonderaktion 1005 per sradicare le tracce del genocidio di 1,8 milioni di ebrei. L'11 giugno Himmler ordinò la "liquidazione" di tutti i ghetti polacchi e il 21 giugno di tutti i ghetti sovietici. Il 25 giugno sono stati completati quattro nuovi crematori nel campo di concentramento di Auschwitz-Birkenau. Il 1º luglio, tutti gli ebrei del Reich tedesco furono sottoposti alla legge della polizia, estradati e completamente privati dei diritti civili, così come i loro aiutanti. Il 24 agosto Himmler fu nominato Ministro degli Interni del Reich, in modo che tutte le forze di polizia, nel Reich e nelle zone conquistate, fossero subordinate a lui. L'"Aktion Reinhardt" doveva terminare entro il 19 ottobre, tre dei campi di sterminio allestiti a tale scopo dovevano essere chiusi.
In Polonia ci fu una rivolta nel ghetto di Varsavia (19 aprile-16 maggio), la rivolta di Treblinka (2 agosto) e la rivolta di Sobibór (14 ottobre); i detenuti ebrei del ghetto di Bialystok si opposero alla sua dissoluzione (16-23 agosto). In Danimarca, la popolazione locale ha aiutato la maggior parte degli ebrei danesi detenuti a fuggire in Svezia (1-2 ottobre). In Germania, i rappresentanti della Chiesa hanno condannato l'uccisione di vite innocenti (lettera pastorale cattolica del 19 agosto) per motivi di età e malattia (Chiesa confessante, 16 ottobre).

## Discorso del 4 ottobre 1943

### Registrazioni audio e scritte
Himmler non preparò la maggior parte dei suoi discorsi in anticipo, ma li tenne sulla base di brevi appunti scritti a mano. Dalla fine del 1942 le sue lezioni orali non furono più stenografate, ma registrate su dischi di cera.
Queste registrazioni sonore venivano trascritte da Werner Alfred Venn, che ne correggeva alcuni evidenti errori grammaticali o aggiungeva le parole mancanti, mentre Himmler revisionava a mano questa versione approssimativa: il testo così autorizzato veniva trascritto con una macchina da scrivere con caratteri grandi e quindi archiviato.
La versione finale dattiloscritta di 115 pagine del discorso di tre ore di Himmler del 4 ottobre 1943, della quale un foglio è stato perso, è stata trovata negli archivi delle SS e presentata come Documento 1919-PS al processo di Norimberga contro i principali criminali di guerra. Il 23º giorno del processo è stato citato un passaggio che non riguardava direttamente l'Olocausto. Anche la registrazione audio di questo discorso è stata conservata in modo da poter verificare le differenze tra la versione parlata e quella del testo modificato: le differenze sono insignificanti e non ne alterano in alcun modo il significato.

### Destinatari, occasione e scopo
Himmler non tenne il primo discorso di Posen come spesso erroneamente ipotizzato nel castello di Posen, o nel municipio di Posen, ma nell'Hotel Ostland di Posen. Alla conferenza dei capigruppo delle SS (il livello dirigenziale delle SS), erano presenti 33 Obergruppenführer, 51 capigruppo e otto capi brigata SS provenienti da tutto il Reich. Molti di loro provenivano dai territori occupati dell'Europa orientale. Gran parte del discorso ha quindi riguardato la precaria situazione sul fronte orientale. I successi di guerra e la resistenza degli "slavi" come presunti subumani richiesero una spiegazione particolare per preparare gli ufficiali delle SS agli imminenti aspri combattimenti nel terzo inverno della campagna di Russia.
Himmler si occupò degli omicidi degli ebrei solo per circa due minuti, supponendo che il suo pubblico avesse esperienza di sparatorie di massa, liquidazione di ghetti e campi di sterminio, o che ne fosse già a conoscenza. Il suo discorso avrebbe dovuto giustificare i crimini già commessi e motivare gli ascoltatori per il loro "scopo superiore". A tal fine, anche i 51 capigruppo non presenti dovettero confermare per iscritto di aver letto il testo modificato del discorso. La rappresentazione implacabile del genocidio viene quindi interpretata come un mezzo per rendere gli alti funzionari delle SS e del NSDAP formalmente complici nella realizzazione.

### Storia della guerra
Dopo aver onorato i morti, Himmler presenta la sua visione dell'andamento della guerra: la dura resistenza russa è dovuta, secondo lui, ai commissari politici. Sostiene che quello alla Russia fu un attacco preventivo e che, per via del fallimento degli alleati della Germania, nel 1942 fu sprecata l'opportunità di una vittoria tedesca. Himmler specula sul potenziale dell'esercito russo, si esprime in modo sprezzante contro il generale Vlasov, sostiene l'inferiorità della "razza slava" e aggiunge ulteriori idee su come una minoranza tedesca possa governarla.
Nei passaggi successivi Himmler si sofferma sull'Italia, il cui esercito è contaminato dai comunisti e ha un atteggiamento di solidarietà con gli anglo-americani, e tocca la situazione nei Balcani e negli altri territori occupati, di cui sminuisce gli atti di resistenza come fastidiose punture di spillo. Discute brevemente della guerra aerea e marittima e poi si rivolge al "fronte interno". Le trasmissioni radiofoniche nemiche e gli attacchi aerei hanno causato il disfattismo, e bisogna dare degli esempi come deterrente.
Continua dedicandosi alla "situazione dalla parte del nemico"; speculando sulla relazione tra il Regno Unito e gli Stati Uniti, nonché sulla loro resilienza e prontezza alla guerra. Analizza in dettaglio i cambiamenti del personale nelle SS, nelle singole divisioni e nelle associazioni di polizia, delinea i suoi compiti come ministro del Reich e quelli delle operazioni economiche delle SS.

### Trattamento da riservare ai popoli dell'Europa orientale
Nel suo quadro del corso della guerra nell'est, Himmler commenta anche le morti di massa di milioni di prigionieri di guerra sovietici e dei lavoratori forzati. Come nei discorsi prebellici, in accordo con le osservazioni di Hitler nel Mein Kampf, descrive l'eradicazione dei “subumani” slavi come una necessità storica e naturale. Secondo Himmler non ci può essere posto per "sentimentalismi":

### Sterminio del popolo ebraico
Poi Himmler parla del genocidio degli ebrei in un linguaggio più esplicito di quanto i rappresentanti del regime nazista abbiano utilizzato in precedenza:

## Discorso del 6 ottobre 1943

### Registrazione, scoperta, pubblicazione
Del secondo discorso di un'ora e mezza nel municipio di Posen sono state conservate sia le brevi note del discorso di Himmler che il testo completo del discorso, stenografate e corrette in dettaglio, insieme alla versione finale autorizzata da Himmler. Tutte e tre le versioni erano negli archivi del "Personal Staff Reichsführer SS", i cui documenti furono confiscati integralmente dalle autorità statunitensi nel 1945.
I discorsi registrati su microfilm negli USA sono stati trasmessi all'Archivio federale. Analizzando questi documenti, lo storico Erich Goldhagen ha scoperto questo discorso precedentemente sconosciuto a Coblenza nel 1970.  È stato pubblicato per la prima volta nel 1974 nella selezione dei discorsi segreti di Himmler, pubblicati a cura di Bradley Smith e Agnes Peterson.

### Occasione, scopo, rilevanza
Verso la fine del settembre 1943, la cancelleria del partito invitò a una conferenza tutto il Reich e il Gauleiter, il leader della gioventù hitleriana del Reich Artur Axmann e i ministri del Reich Albert Speer e Alfred Rosenberg. La conferenza iniziò il 6 ottobre alle 9:00 con i discorsi di Speer e di tre importanti industriali sulla produzione delle armi. Seguirono gli interventi di Karl Dönitz e Erhard Milch, prima che Himmler tenesse il suo discorso dalle 17:30 alle 19:00: fu più breve del primo discorso di Posen, ma contiene un passaggio un po' più lungo e inconfondibile sul genocidio. Viene menzionato principalmente in relazione alla questione se Albert Speer fosse a conoscenza dell'Olocausto durante la guerra. Speer, dopo la guerra, ha sempre negato di essere stato presente a questo discorso che affrontava l'assassinio degli ebrei in termini inconfondibili, sebbene Himmler (nelle registrazioni contenute nel discorso) sembri rivolgersi personalmente ad Albert Speer ad un certo punto.

### Inizio discorso
Himmler inizia parlando dei partigiani in Russia e del supporto fornito ai tedeschi dalle forze collaborazioniste di Vlasov; l'idea diffusa che dietro il fronte tedesco vi sia una cintura larga 300 chilometri governata da partigiani è sbagliata; di frequente viene anche espressa l'idea secondo cui la Russia potrebbe essere sconfitta solo dai russi, ma questo pensiero è secondo Himmler sbagliato e pericoloso. Gli slavi sono fondamentalmente inaffidabili e i volontari russi possono essere schierati solo come combattenti in gruppi misti.
Il pericolo rappresentato dai paracadutisti infiltrati, dai prigionieri di guerra evasi e dai lavoratori forzati è minimo, dato che la popolazione tedesca si trova “in condizioni impeccabili e non offre alcun riparo al nemico” e la polizia ha il problema sotto controllo. Una "truppa speciale" richiesta da alcuni Gauleiter contro una rivolta nel paese è inutile e inammissibile.

### Sulla "questione ebraica"
Poi Himmler rivela a «questo circolo molto ristretto» i suoi pensieri sulla «questione ebraica», che descrive come «la decisione più difficile della mia vita»:
Ancora una volta, Himmler giustificò l'Olocausto con gli attacchi aerei alleati. Egli è convinto che «non avremmo sopportato la guerra dei bombardamenti, le fatiche del quarto e forse del prossimo quinto e sesto anno di guerra, e non avremmo resistito se avessimo avuto ancora questa piaga nel nostro corpo nazionale».

### Commento su Albert Speer
Himmler fa riferimento alla rivolta nel ghetto di Varsavia (19 aprile-16 maggio 1943) e ai pesanti combattimenti svoltisi. Introduce ironicamente questo passaggio:
Albert Speer, ministro del Reich per gli armamenti e le munizioni dal 1942, è stato ministro del Reich per gli armamenti e l'economia di guerra dal 2 settembre 1943, responsabile di tutta la produzione di armi tedesca. Alcuni degli schiavi ebrei impiegati lì erano stati esentati dalle deportazioni per lo sterminio fino al 1943. Speer ha sempre affermato dopo il 1945 di aver lasciato la conferenza prima dell'inizio del discorso di Himmler e di non sapere nulla dell'Olocausto. Diversi storici considerano le parole di Himmler dirette a lui - "Non sei stato tu" - come prova della sua presenza. Gitta Sereny fa riferimento a un incontro tra Speer e diversi Gauleiter il giorno seguente e considera "semplicemente impossibile che non sapesse nulla del discorso di Himmler, che fosse seduto lì o no."
Nel 1971, Erich Goldhagen accusò Speer di aver nascosto la sua presenza al discorso di Himmler. Speer ha poi scritto in una lettera privata a Hélène Jeanty-Raven, detta Ninette, vedova di un eroe della Resistenza belga assassinato dagli occupanti nazisti: “Non ci sono dubbi. Ero lì quando Himmler annunciò il 6 ottobre 1943 che tutti gli ebrei sarebbero stati uccisi." Aveva paura di essere considerato un bugiardo. In seguito, fece affermare a due testimoni contemporanei che se ne era andato prima del discorso di Himmler.

## Ulteriori contenuti dei discorsi
Nel suo discorso, Himmler parla della destituzione di Benito Mussolini, che è stata tale da condurre a manifestazioni di disfattismo. Alcune condanne a morte per dichiarazioni corrosive devono servire da monito per migliaia di altre persone; i membri del partito devono sempre comportarsi in modo esemplare.
Himmler poi parla dei suoi doveri di Ministro degli Interni del Reich; l'organizzazione del partito e l'apparato amministrativo continueranno ad essere due organi separati, secondo la volontà del Führer. Ha poi sottolineato l'importanza delle decisioni decentrate, ma gli ordini centrali hanno la priorità nella difficile situazione della guerra. Himmler critica in generale la politica personale dei Gauleiter. Nell'ultima parte del suo discorso, Himmler riferisce in dettaglio sui successi delle Waffen SS. Alla fine sottolinea ancora una volta l'obiettivo di spostare il confine tedesco di 500 chilometri a est trasferendo 120 milioni di persone, e termina con l'appello:

## Altri discorsi con contenuti simili
Le dichiarazioni sulla "soluzione finale della questione ebraica", in altri cinque discorsi riservati di Himmler, confermano le dichiarazioni rilasciate a Posen. Il 16 dicembre 1943 disse ai comandanti della Marina a Weimar:
Una nota scritta dal discorso di Himmler del 26 gennaio 1944 ai generali delle truppe combattenti a Posen recita:
Il 5 maggio 1944, Himmler disse ai generali a Sonthofen che resistere ai bombardamenti era possibile solo perché gli ebrei in Germania erano stati "espulsi" in anticipo. Quindi parafrasò la dichiarazione di Hitler del 30 gennaio 1939 davanti al Reichstag tedesco: "Se incitate ancora una volta i popoli europei alla guerra gli uni contro gli altri, allora ciò non significherà lo sterminio del popolo tedesco, ma lo sterminio degli ebrei." E continuò:
La registrazione audio di un altro discorso a Sonthofen davanti ai generali il 24 maggio 1944 permette di ascoltare un applauso al seguente passaggio:
Il 21 giugno 1944 Himmler disse durante la formazione ideologica e politica dei generali a Sonthofen:
Sempre a Posen, il 3 agosto 1944, poco dopo il fallito attentato del 20 luglio 1944, Himmler tenne un discorso al Reich e al Gauleiter del NSDAP.

## Ricezione

### Valutazione storica
Il regime nazista mantenne l'Olocausto rigorosamente segreto al mondo esterno, ma fu in grado di organizzarlo e realizzarlo solo con la partecipazione di tutti i funzionari chiave dello stato e del partito. I discorsi di Posen ripercorrono gli omicidi di massa già avvenuti e mostrano come questi e altri atti di sterminio fossero già ideologicamente giustificati. Lo "sterminio" del "nemico interiore", della "razza ebraica", diventò un obiettivo di guerra: i "successi" in questo campo servirono anche a compensare le sconfitte nel corso della guerra.
Saul Friedländer sottolinea l'autostima di Himmler come l'esecutore assolutamente obbediente dei piani di Hitler per lo "spazio vitale a est" germanico:
Ciò corrispondeva agli sforzi di Himmler per obbligare gli ascoltatori dei suoi discorsi di Posen a perseverare e continuare il completo "sterminio degli ebrei" e quindi a costruire moralmente la futura élite della leadership. Questo è spesso analizzato come una perversione di valori positivi come "decenza", "onore" e "lealtà" - in questo caso in relazione alla perseveranza nell'omicidio di massa. Konrad Kwiet vede i discorsi di Himmler come esempi di una nuova educazione "etica" e consapevole per l'omicidio di massa, che ha protetto gli autori dalla sofferenza delle loro vittime e dal prendere coscienza dei loro crimini dopo la guerra:
Lo psicologo sociale Harald Welzer usa l'esempio dei discorsi di Posen per illustrare le caratteristiche principali dell'"etica della decenza" di Himmler, vale a dire non arricchirsi personalmente e non trarre alcun vantaggio personale dai crimini, ma fare tutto "per il bene di uno scopo superiore”.
Secondo Hans Buchheim, gli autori cui si rivolgeva avevano un senso di illecito. La rivalutazione delle virtù militari da parte di Himmler non fu una negazione assoluta delle norme morali, ma una loro sospensione per la situazione eccezionale dello "sterminio degli ebrei", spacciata per necessità storica. Ecco perché Himmler approvò anche gli omicidi di ebrei senza ordini, ma per i "giusti" motivi ideologici, mentre faceva perseguire tali omicidi per sadismo o egoismo.
Ancora Friedländer osserva che, nel periodo dei discorsi di Posen, una commissione d'inchiesta delle SS «aveva scoperto una diffusa corruzione e uccisioni non autorizzate di prigionieri politici  (prevalentemente polacchi e russi) nel centro stesso dell'apparato di sterminio, Auschwitz». Dopo aver ipotizzato che uno degli intenti di Himmler, in tali discorsi, fosse quello di minacciare di morte «quanti usavano lo sterminio per trarne un profitto personale», commenta: «Himmler si trovò naturalmente di fronte a un problema attuale e impossibile da trattare: come arginare l'assassinio ingiustificato in un'organizzazione creata per l'assassinio di massa, come arginare la diffusa corruzione in un'organizzazione creata per il saccheggio su vasta scala».
Secondo Hans Mommsen, la principale preoccupazione di Himmler nel divulgare l'Olocausto era dissipare l'impressione dei principali funzionari nazisti che fosse solo una questione di suo progetto privato. Con i due discorsi ha cercato di "distribuire la responsabilità su più spalle". Ciò riuscì solo in modo impreciso, dal momento che il discorso aveva indirettamente contribuito alla "strategia di sottrazione di responsabilità pianificata" per l'Olocausto, che si presentava solo come una questione di Himmler e delle SS, alle quali furono volentieri lasciati tutti i poteri necessari.
Lo storico Peter Hayes descrive il discorso come "la quintessenza dell'atteggiamento degli autori, che si illudevano e prendevano le distanze da ciò che stavano facendo: non hanno mai ammesso di aver torturato e assassinato, hanno sempre avuto uno "scopo sacro" che li protesse dall'accusa di aver agito in modo immorale.

### Negazionismo dell'Olocausto
I negazionisti dell'Olocausto cercano ripetutamente di mettere in discussione il valore probatorio dei discorsi di Posen per la pianificazione e l'attuazione dell'Olocausto da parte del regime nazista. Così facendo, perseguono linee di argomentazione opposte, che si escludono a vicenda: alcuni sostengono che il primo discorso sia stato completamente contraffatto, altri invece che fosse genuino, solo i passaggi sullo sterminio degli ebrei sono stati falsificati o tradotti in modo errato.
La prima tesi è stata rappresentata da Wilhelm Stäglich nel suo libro Il mito di Auschwitz del 1979 con le seguenti affermazioni infondate: un discorso segreto non sarebbe mai stato registrato in modo permanente. La maggior parte dei destinatari indicati come autori non erano coinvolti negli omicidi degli ebrei. La voce di Himmler non può essere identificata con sicurezza nel disco. L'oratore ha erroneamente affermato che il programma di 25 punti del NSDAP del 1920 richiedeva lo "sterminio degli ebrei". Uno dei migliori leader, responsabile della propaganda del partito, non poteva essersi sbagliato. L'oratore ha anche presentato questo sterminio come completato nell'ottobre 1943: ciò contraddice la visione storica prevalente dell'Olocausto. Ecco perché gli alleati devono aver falsificato i documenti del discorso per il primo processo di Norimberga. Le dichiarazioni di alcuni imputati sono credibili, non ricordando il contenuto del discorso o la loro presenza. - In tale contesto, l'evidente intenzione di Himmler, confermata dai suoi ulteriori discorsi, di far conoscere coloro che non erano direttamente coinvolti nel "segreto di Pulcinella" (Frank Bajohr, Dieter Pohl) dell'Olocausto e di renderli consapevoli dell'Olocausto, veniva quotidianamente ignorata.
Germar Rudolf e Udo Walendy affermarono che il primo discorso fu tenuto da un imitatore della voce nominato dagli Alleati dopo il 1945.
David Irving, d'altra parte, assunse l'autenticità dei documenti, ma sostenne che i passaggi sullo sterminio degli ebrei erano stati inseriti nel dattiloscritto con una macchina da scrivere diversa e numerati con una scrittura diversa. Altrove, Irving ha affermato che Himmler ha consegnato il testo del discorso documentato, ma indicava lo "sterminio" solo come metafora. La sua dichiarazione di 100 a 1000 persone sdraiate insieme, che la maggior parte dei presenti aveva sentito, si riferisce ai soldati uccisi nella prima guerra mondiale, non agli ebrei assassinati.
Ma anche altri discorsi segreti di Himmler sono stati registrati allo stesso modo nel tono e nella scrittura, e possono essere chiaramente assegnati a questo oratore indipendentemente l'uno dall'altro, confermando ogni dubbio particolare del primo discorso. Più precisamente, la scoperta del secondo discorso di Posen nell'Archivio federale di Coblenza ha eliminato le ipotesi di falsificazione. Il "passaggio del testo più aperto e più eclatante sullo sterminio degli ebrei" in esso contenuto non lascia spazio a reinterpretazioni: per questo motivo, la scienza storica respinge le affermazioni dei negazionisti dell'Olocausto come infondate, ossia deliberati depistaggi senza una base fattuale.

### Elaborazione artistica
All'inizio della terza parte del suo film di 7 ore Hitler, un film dalla Germania (1977), Hans-Jürgen Syberberg cita dei passaggi più lunghi del discorso di Himmler del 4 ottobre, da un lato per bocca del suo attore Heinz Schubert (interprete di Himmler stesso), dall'altro con gli uomini SS mostrati solo come voci fuori campo. Nel documentario Der Anständige (2014), Vanessa Lapa ripete le frasi chiave del discorso degli attori.
Nel 2000, Romuald Karmakar ha ricordato il discorso del 4 ottobre nel suo film The Himmler Project. L'attore Manfred Zapatka pronuncia l'intero testo del discorso in modo sobrio secondo la formulazione della registrazione del suono con tutti gli eventi intermedi. Non indossa un'uniforme e sta in piedi davanti a un muro grigio.
Nel film televisivo in più puntate di Heinrich Breloer, Speer und Er del 2005, viene discussa la questione se il ministro degli armamenti del Reich Albert Speer fosse tra il pubblico del secondo discorso di Himmler la sera del 6 ottobre 1943.
Nel romanzo Le benevole di Jonathan Littell del 2006, il narratore in prima persona non riesce più a ricordare se Speer fosse ancora presente al discorso.